# Гордеев, Денис Дмитриевич
Гордеев Денис Дмитриевич (род. 3 апреля 1964; Москва) — российский художник-иллюстратор.

## Биография
Родился в семье московского художника Дмитрия Ивановича Гордеева (1940—2011).
Начиная с пятого класса общеобразовательной школы он одновременно учился в вечерней художественной школе.
В 1978 году он поступил в Московскую художественную школу при Художественном институте им. В. И. Сурикова, которую окончил в 1982 году. В том же году он поступил в Московский Художественный институт им. В. И. Сурикова на отделение станковой живописи факультета живописи. В 1983 г. он был призван в армию.
После окончания срока службы он продолжал учёбу в институте (мастерская Т. Т. Салахова), который окончил в 1990 г. После окончания института начал заниматься книжной графикой. Первой проиллюстрированной им книгой был сборник «Дерево и лист» Толкина, выпущенная издательством «Гнозис» в 1991 г. С того времени им было проиллюстрировано множество книг в различных издательствах. Принимал участие в художественных выставках, c 1997 года член МСХ.

## Выставки
- Арт Манеж 1996
- Центральная Детская Библиотека, 1998
- 2000—2006. Ежегодные выставки художников книги. Москва.
- Галерея «Дом», 2001
- 2004. Русские книжные иллюстраторы. Варшава. Польша.
- 2005—2006. Выставка группы «Завтрак» в рамках выставки интеллектуальной литературы. ЦДХ. Москва.

## Награды
- 2008. Конкурс «Образ книги», победитель в номинации «Лучшие иллюстрации к произведениям художественной литературы»[2]
- 2013. Конкурс «Образ книги», победитель в номинации «Лучшие иллюстрации к NON-FICTION»[3]

## Список некоторых книг
- Дж. Р. Толкин. «Дерево и лист». 1991, изд-во «Гнозис», Москва.
- Дж. Р. Толкин. «Властелин колец, Хоббит», в 4 томах, 1992, изд-во «Северо-Запад», С.-Петербург
- Ж. Бедье. «Тристан и Изольда», 1993, изд-во «Аргус», Москва
- «Сказки старой Англии», сборник, 1994, изд-во «Аргус», Москва
- Алан Гарнер. «Элидор», 1994, изд-во «Энигма», Москва
- Инге Отт. «Тайна рыцарей тамплиеров», 1994, изд-во «Энигма», Москва
- «Жанна д’Арк». 1994, изд-во «Энигма», Москва
- «Наследники Вюльфингов» (германский эпос) 1994, изд-во «Аргус», Москва
- «Рыцари круглого стола» (романский эпос) 1995, изд-во «Аргус», Москва
- «Сокровище Нифлунгов» (скандинавский эпос) 1996, изд-во «Аргус», Москва
- Г. Триз, «Мечи с севера» Серия «Викинги», 1995, изд-во «Терра», Москва
- Й. В. Йенсен. «Долгий путь». Серия «Викинги», 1995, изд-во «Терра», Москва
- Р. П. Улофсон. «Хевдинг Нормандии». Серия «Викинги», 1995, изд-во"Терра",Москва
- Ф. Г. Бенгтссон «Рыжий Орм», Серия «Викинги», 1995, изд-во «Терра», Москва
- Ю. Пресняков. «Древний Рим». Детская литература
- Ш.Перро, «Сказки». 1998. Росмэн, Москва
- Э. Т. А. Гофман. «Щелкунчик». 1999. Росмэн,Москва
- Ж. Бедье. «Тристан и Изольда», 2002, изд-во «Рипол-классик», Москва
- Н. Агнивцев «Мои песенки», 2003, изд-во «Рипол-классик», Москва
- Дж. Р. Толкин. «Хоббит», 2004, изд-во «Пан пресс», Москва
- О. Уайльд «Портрет Дориана Грея», 2004, изд-во «Пан пресс», Москва
- О. Уайльд «Счастливый принц», 2007, изд-во «Пан пресс», Москва
- О. Уайльд «Мальчик-звезда», 2007, изд-во «Пан пресс», Москва
- О. Уайльд «День рождения инфанты», 2007, изд-во «Пан пресс», Москва
- О. Уайльд «Молодой король», 2007, изд-во «Пан пресс», Москва
- О. Уайльд «Рыбак и его душа», 2007, изд-во «Пан пресс», Москва
- Р. Стивенсон «Остров сокровищ», 2005, изд-во «Пан пресс», Москва
- Г. Флобер «Саламбо», 2005, изд-во «Пан пресс», Москва
- В. Я. Брюсов «Огненный ангел», изд-во «Пан пресс», Москва
- «Четвероевангелие», изд-во «Пан пресс», Москва
- Карло Гоцци «Турандот», 2006, изд-во «Пан пресс», Москва
- «A Princess Primer», 2006, Dutton, USA
- «Great Names И. С. Бах», 2003, Гримм-пресс, Тайбэй
- «Король обезьян», 2002, Гримм-пресс, Тайбэй
- «Три мушкетера», 2002, Гримм-пресс, Тайбэй
- Б. Акунин «Детская книга», 2004, ОЛМА, Москва
- Б. Акунин «Смерть на брудершафт», 2007, АСТ, Москва
- Ж. Верн «Таинственный остров». 2009, изд-во «Пан пресс», Москва
- Р. Быков «Заколдованная принцесса». 2010. Астрель, Москва
- В. Лунин «Александр Невский». 2010. Рипол, Москва
- Э. Т. А. Гофман. «Крошка Цахес». 2010. Махаон, Москва
- А. Дюма «Три мушкетёра», 2011, изд-во «Пан пресс», Москва
- Дж. Р. Р. Толкин. Серия книг: «Властелин колец», «Хоббит, или Туда и Обратно», «Сильмариллион», «Дети Хурина», «Кузнец из Большого Вуттона», 2014—2016, АСТ, Москва
- А.Сапковский. Серия книг: "Последнее желание" (в 2-х изданиях, в одном только иллюстрация обложки, во втором иллюстрации полностью), "Меч Предназначения", "Кровь эльфов", "Час презрения", "Крещение огнём", "Башня ласточки", "Владычица озера", "Сезон гроз", "Дорога без возврата", "Бестиарий: Создания света, мрака, полумрака и тьмы", "Башня шутов", "Божьи воины", 2015-2021, АСТ, Москва